# Relaciones Estados Unidos-Venezuela
Las relaciones Estados Unidos-Venezuela se refiere a las relaciones internacionales entre los Estados Unidos de América y la República Bolivariana de Venezuela, las cuales han sido tradicionalmente estrechas, que se caracterizan por tener un importante comercio y una relación de inversión y cooperación en la lucha contra la producción y tránsito de drogas ilícitas dentro del continente americano. Desde la llegada del chavismo las relaciones entre ambos países se han deteriorado.

## SigloXIX
La relación entre los Estados Unidos y Venezuela se remonta a principios del siglo XIX. La primera presencia diplomática de Estados Unidos en el país latinoamericano se dio en 1824, en Maracaibo, cuando éste pertenecía a la Gran Colombia. Tiempo después, el 28 de febrero de 1835, Estados Unidos lo reconoció como nación independiente. Finalmente, John G.S.Williamson, encargado de negocios del gobierno estadounidense, estableció formalmente las relaciones diplomáticas entre ambos países el 30 de junio de este mismo año.

## 

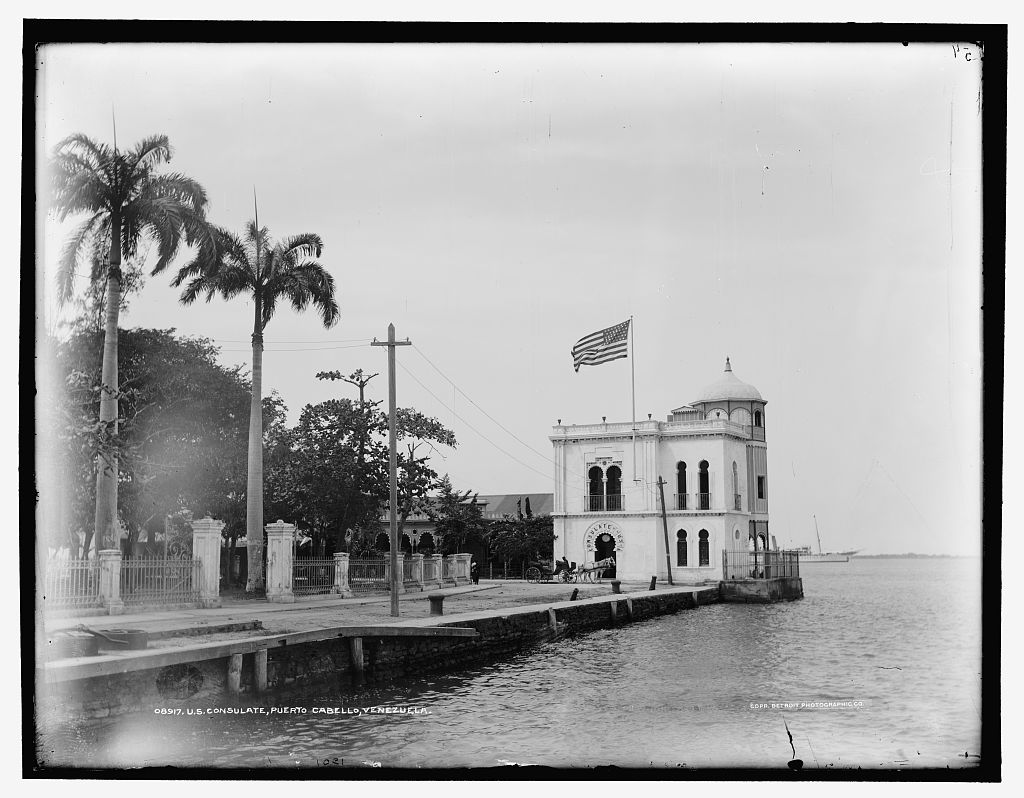
Consulado de Estados Unidos en Puerto Cabello en 1901.

## SigloXX

### Bloqueo naval a Venezuela de 1902-1903
Cuando el gobierno de Cipriano Castro agobiado por las guerras civiles ya no era capaz de cumplir con las obligaciones financieras y negociar las exigencias de los banqueros europeos en 1902, las fuerzas navales de Gran Bretaña, Italia y Alemania optaron por bloquear la costa venezolana, e incluso abrieron fuego contra puertos y fortificaciones costeras resultando numerosos muertos y heridos. Aunque el Secretario de Estado de Estados Unidos, Elihu Root, caracteriza a Castro como "una locura tonta" o "mono", el presidente Roosevelt se refería a las perspectivas de penetración en la región por parte del Imperio alemán como un claro desafío de los postulados de la Doctrina Monroe. Roosevelt amenazó con acciones militares contra las potencias europeas obligando así al levantamiento del bloqueo naval, posteriormente negoció con Castro el pago de la deuda externa conforme a los Protocolos de Washington firmados por las partes el 13 de febrero de 1903.
Este incidente fue un importante estímulo para aplicar el Corolario Roosevelt iniciativa que sentó las bases para la posterior política norteamericana del Gran Garrote y la diplomacia del dólar. En 1908 Estados Unidos rompe relaciones diplomáticas con Venezuela, ese mismo año hay un golpe de Estado contra Cipriano Castro que lleva al poder a Juan Vicente Gómez, nuevo gobierno que es respaldado por Estados Unidos.
Durante la presidencia de Juan Vicente Gómez, el petróleo fue descubierto en el Lago de Maracaibo en 1914. Gómez logró que Venezuela disminuyera de manera asombrosa la deuda externa con el otorgamiento de concesiones a empresas petroleras extranjeras, que le ganó el apoyo de los Estados Unidos y las potencias europeas. Este crecimiento de la industria petrolera nacional llevó al fortalecimiento de los vínculos económicos entre los Estados Unidos y Venezuela.

### Segunda Guerra Mundial

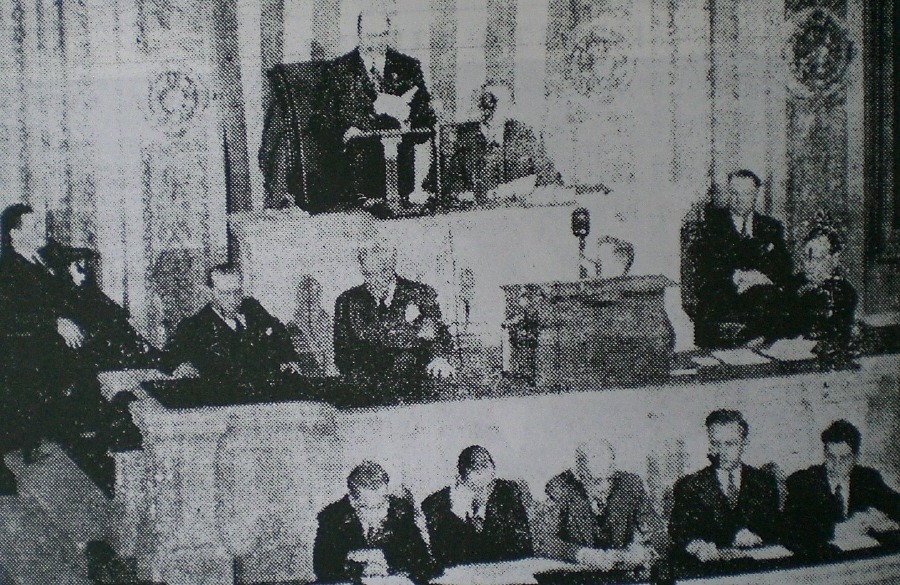
El presidente de Venezuela Isaías Medina Angarita en el Congreso de los Estados Unidos en 1944.

Durante el desarrollo de la Segunda Guerra Mundial, Venezuela jugó un papel clave como proveedor principal de petróleo a los Estados Unidos y el Reino Unido. El 9 de diciembre de 1941, dos días después del ataque contra Pearl Harbor, Venezuela declaró su solidaridad con Estados Unidos. También participaron conjuntamente en contra de la Operación Westindien.

### Durante la dictadura militar en Venezuela

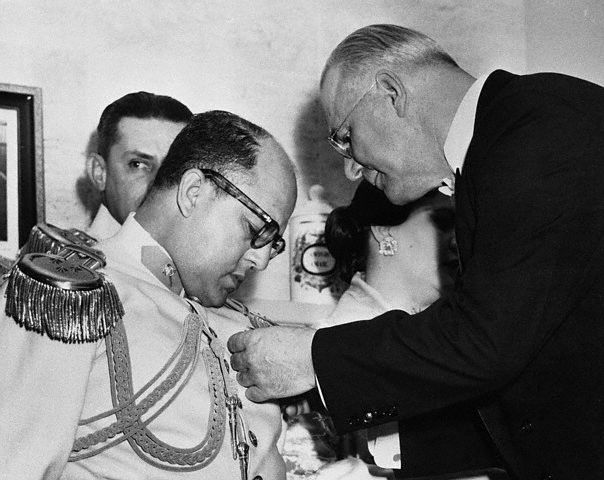
Marcos Pérez Jiménez recibiendo la «Legión al Mérito» en Caracas en 1954, por parte del embajador de los Estados Unidos en Venezuela, Fletcher Warren. Esta es la condecoración más alta otorgada por ese país a personalidades extranjeras.

El ministro de Defensa Carlos Delgado Chalbaud derrocó al presidente electo, Rómulo Gallegos  y tomó el poder en el golpe de Estado en Venezuela de 1948 iniciando una dictadura militar en Venezuela. Este periodo fue de bonanza económica, la inversión extranjera, particularmente de las compañías petroleras estadounidenses como Mobil y ExxonMobil, creció junto con el apoyo del régimen de Marcos Pérez Jiménez.
El régimen anticomunista recibió el apoyo del gobierno de Estados Unidos. Marcos Pérez Jiménez recibió la Legión al Mérito del gobierno de Estados Unidos en 1954. Después del golpe de Estado en Venezuela de 1958, Pérez Jiménez se exilio a República Dominicana y posteriormente a Estados Unidos.

### Periodo democrático

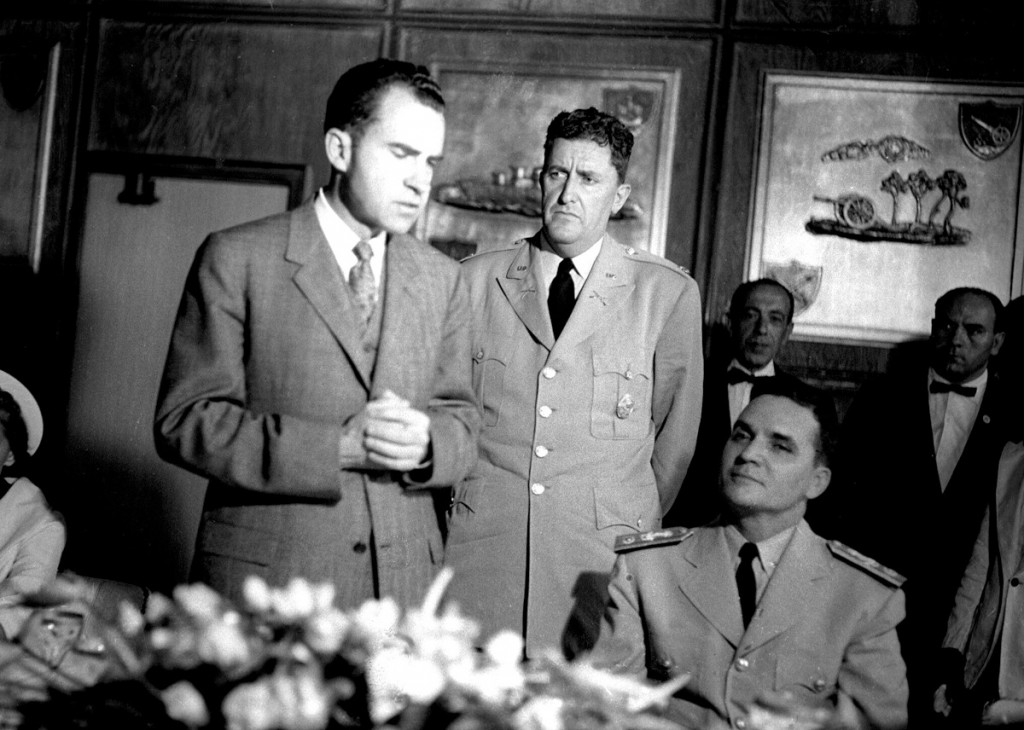
Visita de Richard Nixon, vicepresidente de Estados Unidos, a Venezuela. Wolfgang Larrazábal presidente de la junta de gobierno sentado.

Poco después del derrocamiento de Marcos Pérez Jiménez, ocurrió el ataque contra la caravana de Richard Nixon cuando el vicepresidente de los Estados Unidos Richard Nixon en su visita a Caracas es atacado por activistas de izquierda venezolanos, lo que produjo una grave crisis diplomática entre ambas naciones.

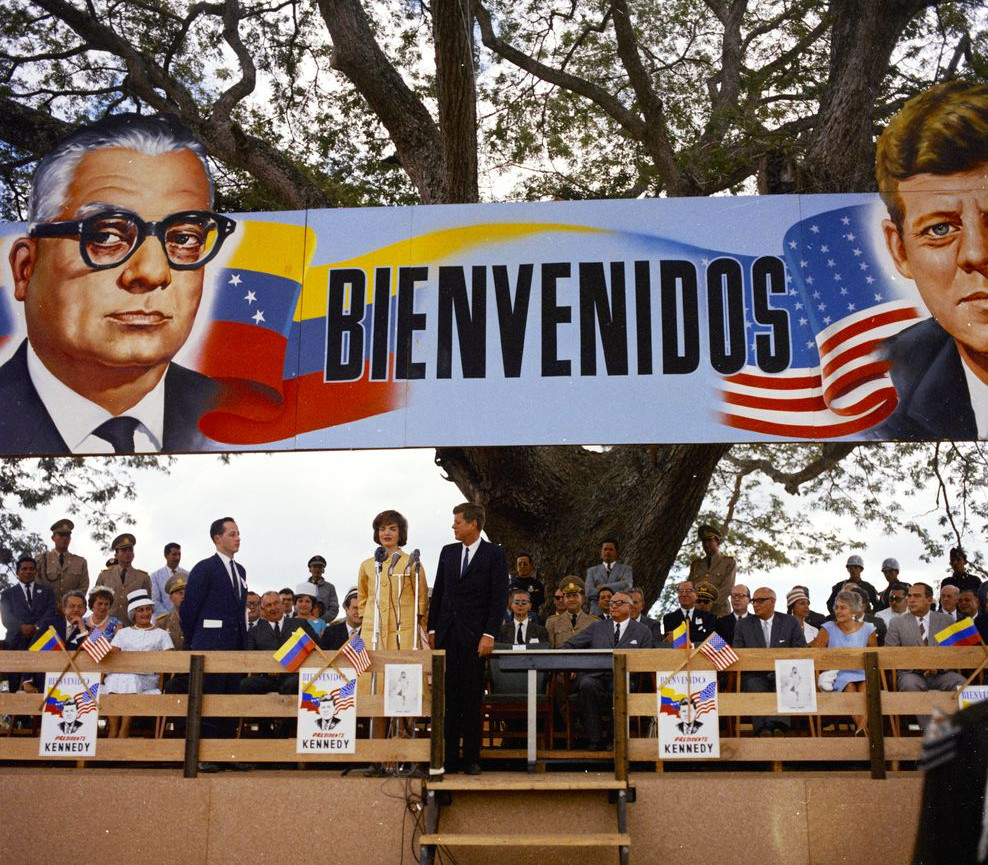
Alianza para el Progreso en Venezuela.

El presidente Rómulo Betancourt (1959-1964) tuvo una política exterior basada en la promoción de una alianza hemisférica antidictadura, la defensa del petróleo venezolano y la insistencia en buscar soluciones multilaterales a los problemas regionales a través de los mecanismos de la Organización de los Estados Americanos. Por otra parte, Venezuela apoyó el programa de la Alianza para el Progreso y la política de enfrentamiento hacia Cuba, aunque no estuvo de acuerdo con una invasión militar a la isla. En el marco de este programa ese dio la visita de John F. Kennedy a Venezuela.
La conducta venezolana hacia los Estados Unidos en esos años se concentró en lograr el apoyo de Washington a su proceso interno, lo cual obtuvo con éxito. En 1963 el gobierno logra un acuerdo con el gobierno estadounidense para la extradición del exdictador Marcos Pérez Jiménez.
A pesar de la indiferencia norteamericana ante la ola sucesiva de golpes militares en la región y la promulgación de la llamada Doctrina Betancourt, Venezuela no se vio amenazada por un cambio de actitud desfavorable hacia Caracas por parte de la Casa Blanca. En 1978 durante el primer gobierno de Carlos Andrés Pérez el presidente Jimmy Carter visita Venezuela y se firmó el Tratado de 1978 entre los Estados Unidos y Venezuela. En 1990 el presidente George H. W. Bush llega a Caracas. En octubre de 1997, durante una visita de Bill Clinton a Caracas, se firmó un convenio de cooperación para la lucha contra el narcotráfico de 11 millones de dólares con el gobierno de Rafael Caldera.

## SigloXXI

### Presidencia de Hugo Chávez
En 1998, al ser Hugo Chávez, conocido a partir del intento de golpe de Estado realizado por él y otros militares en 1992, electo presidente de Venezuela,  la larga y estrecha relación diplomática entre Venezuela y los Estados Unidos empeora progresivamente. La amistad pública de Chávez y Fidel Castro así como la importante relación comercial con Cuba han socavado la política estadounidense de aislar económicamente a Cuba, y los tradicionales lazos entre Estados Unidos y Venezuela. La postura de Chávez en lograr un precio OPEP elevado del petróleo para los Estados Unidos, alrededor de los 25 dólares estadounidenses por barril.
Durante la presidencia de Venezuela de la Organización de Países Exportadores de Petróleo en 2000, Chávez hizo una gira de diez días por los países de la OPEP, y en el proceso se convierte en el primer jefe de Estado en hacer contacto diplomático con Sadam Huseín desde la guerra del Golfo. La visita fue controvertida en Venezuela y en los Estados Unidos, aunque Chávez hizo respetar la prohibición de los vuelos internacionales hacia y desde Irak. Venezuela es un miembro activo del Sistema de Cooperación entre las Fuerzas Aéreas Americanas (SICOFAA) siendo dos veces una organización apolítica internacional voluntaria entre las fuerzas aéreas del Norte y Sur de América.

#### Distanciamiento entre Estados Unidos y Venezuela
Estados Unidos reconoció el vacío de poder durante la crisis política de abril de 2002 que derrocó brevemente a Chávez, reemplazado horas después de su supuesta renuncia anunciada por el General Lucas Rincón por una irregular decisión al juramentar a Pedro Carmona como presidente de la república. Después de juramentarse a Diosdado Cabello como presidente de la república ante la Asamblea Nacional. Chávez retorno y afirmó que un avión de la Fuerza Aérea estadounidense había sobrevolado y estado en Venezuela en la base aérea de la isla de la Orchila, donde Chávez se había mantenido en cautiverio.[cita requerida]
El Senador estadounidense Christopher Dodd pidió una investigación al Congreso mostrando su preocupación por la presunción de que Washington parece tolerar la eliminación de Chávez, la cual posteriormente comprobó que "funcionarios de Estados Unidos han actuado adecuadamente y no han hecho nada para fomentar el golpe de abril contra el presidente de Venezuela", ni tampoco proporcionar cualquier apoyo logístico naval. Según William Brownfield, embajador de Estados Unidos en Venezuela, la embajada estadounidense en Venezuela advirtió a Chávez acerca de un golpe en abril de 2002. Además, el Departamento de Estado de los Estados Unidos realizó una investigación por la Oficina del Inspector General, no encontrando pruebas de que "los programas de asistencia de Estados Unidos en Venezuela, incluidos los financiados por la National Endowment for Democracy (NED), son incompatibles con la ley de Estados Unidos o su política" o "... aportado directamente, o se destina a contribuir, a un golpe de Estado."
Chávez alegó, durante el período posterior al golpe, que Estados Unidos siguió buscando su derrocamiento. El 6 de octubre de 2002, dijo que había frustrado un nuevo golpe, y el 20 de octubre de 2002, dijo que apenas había escapado a un intento de asesinato cuando regresaba de un viaje a Europa. Durante ese período, el embajador de Venezuela en los Estados Unidos advirtió a la administración Bush de dos posibles intentos de magnicidio.
Hugo Chávez en un programa televisado en agosto de 2005 anuncia que le da 24 horas a la DEA para que se retiren de Venezuela "por ser imprescindibles además de estar haciendo espionaje al gobierno venezolano y agregó a la  DEA de apoyar al narcotráfico, tenían hasta el martes 9 para retirarse. El representante del Departamento de Estado norteamericano, Adam Ereli, rechazó las  acusaciones de Chávez contra la DEA.
Venezuela expulsó al comandante John Correa en enero de 2006. El gobierno venezolano alegó que Correa, un agregado naval en la embajada de los Estados Unidos en Caracas , había hecho una recopilación de información de oficiales militares venezolanos de bajo rango. Chávez sostuvo que se habían infiltrado en la embajada de los Estados Unidos y que encontraron pruebas de espionaje de Correa. Los Estados Unidos declaró estos alegatos "sin fundamento" y respondió con la expulsión de Jeny Figueredo, asistente en jefe del embajador venezolano en Washington. Figueredo fue promovida por Chávez a viceministra de Asuntos Exteriores para Europa.
Hugo Chávez ha denuncio que los Estados Unidos tenía un plan para invadir Venezuela, un plan denominado Operación Balboa. Los Estados Unidos niega las acusaciones alegando que el Plan Balboa es una simulación militar llevada a cabo por España. Durante los 8 años de gobierno de George W. Bush hasta el 2008, Hugo Chávez estuvo lanzando serias críticas y agresiones contra Bush, se pensó que al iniciar Barack Obama mejorarían las relaciones entre ambas naciones. El 8 de enero de 2012 EE. UU. expulsa a la cónsul venezolana Livia Acosta Noguera acusada de planear ciberataques de instituciones gubernamentales y plantas nucleares en los Estados Unidos.

#### Relaciones económicas
La ideología de Chávez y las tensiones entre los gobiernos venezolano y de los Estados Unidos han tenido poco impacto en las relaciones económicas entre los dos países. En 2006, los Estados Unidos seguían siendo el socio comercial más importante de Venezuela, para los dos tanto en las exportaciones de petróleo como en las importaciones generales se extendieron en un 36% durante ese año.
Con el aumento de los precios del petróleo las exportaciones de petróleo representan el grueso del comercio de Venezuela, el comercio bilateral entre los Estados Unidos y Venezuela es creciente, con lo que empresas de Estados Unidos y el gobierno venezolano se benefician mutuamente.

#### Organización de Estados Americanos (OEA)
En la reunión de 2005 de la Organización de los Estados Americanos, una resolución propuesta por Estados Unidos de agregar un mecanismo para supervisar la naturaleza de las democracias fue considerada extensamente como un paso para aislar a Venezuela. El fracaso de la adopción de tal resolución fue considerado como políticamente significativo, expresando la solidaridad latinoamericana para con Chávez. En abril de 2017 el presidente Donald Trump instó a la OEA a intervenir a favor de la democracia y la paz en Venezuela.

#### Sanciones
El 12 de septiembre de 2008 el Departamento del Tesoro de Estados Unidos ordenó congelar cualquier cuenta bancaria o bienes que el exministro de Interior, Ramón Rodríguez Chacín, y el director de la Dirección de Inteligencia Militar (DIM), Hugo Carvajal, y Henry Rangel Silva pudiesen tener bajo jurisdicción estadounidense, declarando la existencia de evidencias de que apoyaron materialmente a las FARC en sus actividades de narcotráfico.

### Presidencia de Nicolás Maduro

#### Sanciones durante la administración de Barack Obama
La Ley de defensa de derechos humanos y de la sociedad civil de Venezuela de 2014  (S. 2142) (en inglés, Venezuela Defense of Human Rights and Civil Society Act of 2014) es una ley aprobada en Estados Unidos y usada para imponer sanciones específicas a determinados individuos en Venezuela que fueron responsables, según el gobierno de Estados Unidos, de violaciones de los derechos humanos durante las manifestaciones antigubernamentales de 2014 en dicho país. El proyecto fue presentado por el senador Robert Menendez el 13 de marzo de 2014.  Fue entonces aprobada por el Senado el 7 de diciembre de 2014 y posteriormente aprobado por la Cámara de Representantes el 10 de diciembre de 2014 donde posteriormente se convirtió en ley por el presidente Barack Obama. El 18 de diciembre de 2014, el presidente Obama firmó el proyecto de ley.
El 2 de febrero de 2015, el Departamento de Estado de los Estados Unidos impuso restricciones de visado a varios funcionarios venezolanos que fueron presuntamente vinculados a violaciones de los derechos humanos y corrupción política.  Las restricciones de visados también incluyen a los familiares de las personas involucradas en los alegatos, con el Departamento de Estado diciendo: "Estamos enviando un mensaje claro de que los violadores de derechos humanos, quienes se benefician de la corrupción pública y sus familias no son bienvenidos en los Estados Unidos".
El 9 de marzo de 2015, el presidente Barack Obama ordenó al Departamento del Tesoro de Estados Unidos congelar los bienes y activos de siete altos funcionarios de seguridad. Roberta S. Jacobson, subsecretaria de Estado para Asuntos del Hemisferio Occidental, comentó que las sanciones «no eran para dañar a los venezolanos o al Gobierno venezolano en su conjunto». Los alegatos para las sanciones contra funcionarios venezolanos, según el Departamento de Estado de los Estados Unidos incluyen: «erosión de las garantías de derechos humanos, persecución de opositores políticos, restricciones a la libertad de prensa, violencia y abusos a los derechos humanos para responder a protestas antigubernamentales, arrestos arbitrarios y detención de manifestantes antigubernamentales y corrupción pública significativa» y se aclaró que las sanciones no van dirigidas al país o población en general, sino «de forma específica contra "individuos" de ese país que están atentando gravemente contra los derechos humanos y las libertades de la población». El general González López, director general del Servicio de Inteligencia Bolivariana Nacional (SEBIN), fue uno de los siete funcionarios que recibieron sanciones específicas; tras el anuncio de sanciones, González López fue promovido Ministro del Poder Popular para el Interior, Justicia y Paz por el presidente Nicolás Maduro, quien declaró: "He decidido nombrar al Mayor General González López ministro de Interior, Justicia y Paz para ir con su premio del imperio americano para asegurar la paz en el país, la seguridad ciudadana y nacional". Posteriormente regresó a su cargo como director general del SEBIN. también Barack Obama dictó la Orden Ejecutiva 13692, conocida como Decreto Obama, en la que declaró a Venezuela una “amenaza inusual y extraordinaria a la seguridad  nacional y a la política exterior de Estados Unidos”, como un primer paso para iniciar una política de sanciones. Diosdado Cabello calificó la medida de declaración de emergencia como la antesala de un ataque militar al país.

#### Sanciones durante la administración de Donald Trump
El 19 de mayo de 2017, el Departamento del Tesoro de Estados Unidos sancionó a Maikel Moreno junto a los siete miembros de la Sala Constitucional por considerar que habían usurpado las funciones de la Asamblea Nacional y que permitieron al presidente Nicolás Maduro gobernar a través de un decreto de emergencia. Entre las sanciones estuvieron la congelación de todos los bienes que los sancionados podían tener en Estados Unidos, la prohibición para ciudadanos e instituciones estadounidenses de realizar cualquier tipo de transacción con ellos y la prohibición de entrada al país.
Para el 31 de julio de 2017, un día después las elecciones de la Asamblea Nacional Constituyente, el Departamento del Tesoro de los Estados Unidos, penalizó a Nicolás Maduro congelando todos los activos sujetos a la jurisdicción de los Estados Unidos. El 9 de agosto el Departamento del Tesoro de Estados Unidos inmobilizó los bienes de ocho funcionarios relacionados con la Asamblea Nacional Constituyente, incluyendo a Adán Chávez, Francisco Ameliach, Érika Farías, Hermánn Escarrá, Darío Vivas, Carmen Meléndez, al coronel Bladimir Lugo y a la rectora del Consejo Nacional Electoral Tania D’ Amelio.
El 19 de marzo de 2018, el presidente Donald Trump firmó una orden que impide a los ciudadanos estadounidenses y a las personas dentro del territorio de los Estados Unidos, a realizar transacciones con cualquier tipo de moneda digital emitida por, para o en nombre del gobierno de Venezuela. La orden ejecutiva de Trump hace referencia al Petro y prohíbe todas las transacciones relacionadas con la misma a partir del 9 de enero de 2018.

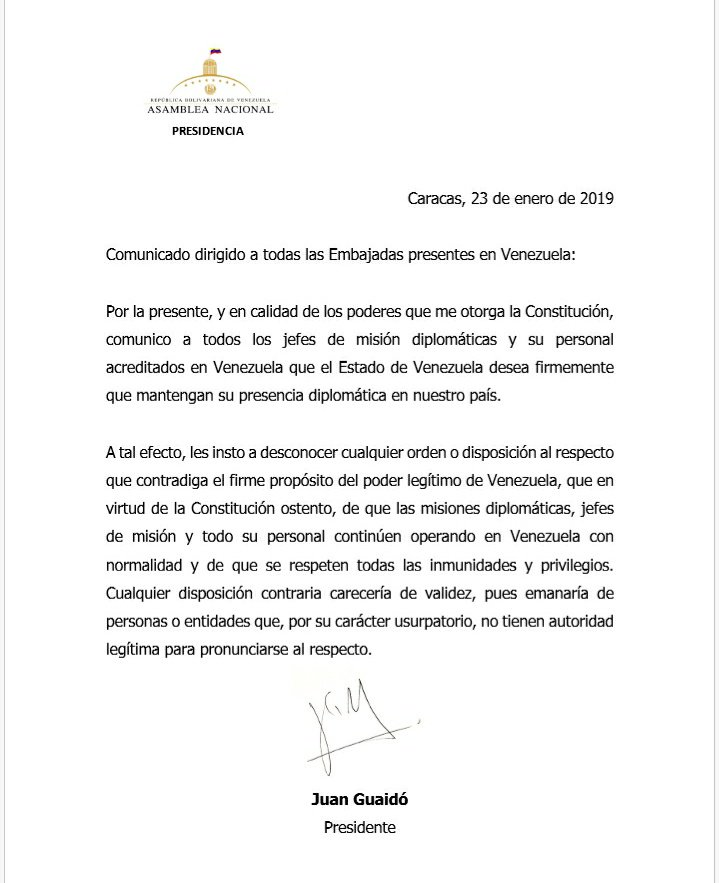
Carta de Juan Guaidó a las embajadas en Venezuela.

El 18 de mayo el Departamento del Tesoro de Estados Unidos actualizó su Lista de Nacionales Especialmente Designados y Personas Bloqueadas (en inglés Specially Designated Nationals And Blocked Persons List), agregando a Diosdado Cabello, el segundo personaje más importante dentro del chavismo y actual integrante de la Asamblea Nacional Constituyente promovida por Nicolás Maduro; José David Cabello hermano de Diosdado Cabello y presidente del Servicio Nacional Integrado de Administración Aduanera y Tributaria (SENIAT); Marlenys Contreras de Cabello, esposa de Diosdado Cabello y ministra de Turismo; y Rafael Sarría un empresario con propiedades dentro de los Estados Unidos y supuesto testaferro de Diosdado Cabello.

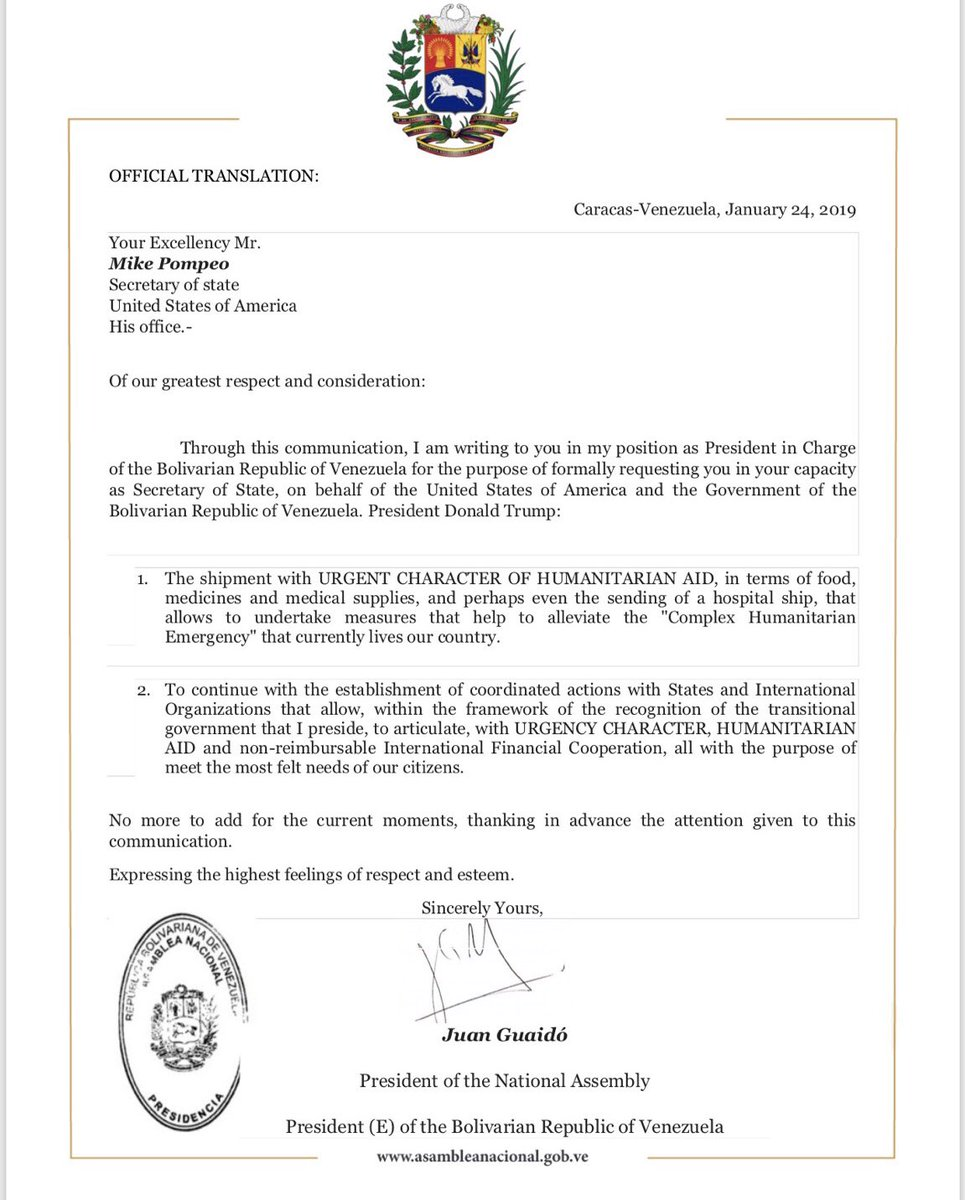
Carta de Juan Guaidó al Secretario de Estado de Estados Unidos, Mike Pompeo donde solicita ayuda humanitaria inmediata para Venezuela.

El 22 de mayo de 2018, después de unas elecciones presidenciales amañadas y debido a las sanciones impuestas por Estados Unidos a Venezuela, el presidente Nicolás Maduro decidió expulsar a Todd D. Robinson, encargado de negocios de Estados Unidos en Venezuela y a Brian Naranjo, jefe de la Sección Política de la embajada de Estados Unidos en Venezuela.
El 23 de enero de 2019, Nicolás Maduro, anunció el rompimiento unilateral de las relaciones diplomáticas con los Estados Unidos, dando 72 horas a los funcionarios diplomáticos estadounidenses para que abandonen el país y toda la delegación diplomática de la embajada. Sin embargo, Estados Unidos no reconoce a Nicolás Maduro como presidente de Venezuela.
Solicitud de ayuda humanitaria
El 24 de enero de 2019, Juan Guaidó envió una carta al secretario de Estado de los Estados Unidos, Mike Pompeo donde solicitó ayuda humanitaria inmediata a Estados Unidos.
El día 5 de agosto de 2019 el presidente de Estados Unidos firmó una orden ejecutiva número 13.884, autorizando sanciones a cualquiera que brinde apoyo a Maduro, decreta bloqueo económico total salvo excepciones. A causa de la continuada usurpación del poder por parte del ilegítimo régimen de Nicolás Maduro. palabras de Trump:

"He determinado que es necesario bloquear las propiedades del Gobierno de Venezuela a la luz de la continua usurpación del poder por parte del ilegítimo régimen de Nicolás Maduro"

El 25 de agosto de 2019, el Departamento de Estado creó la Oficina Externa de los Estados Unidos para Venezuela en la embajada de los Estados Unidos en Bogotá (Colombia) como continuidad de la misión diplomática en Caracas. Continua como encargado de negocios James B. Story  El 7 de mayo de 2020, Donald Trump anunció el nombramiento de J. Story como embajador en Venezuela, lo cual fue confirmado por el senado en noviembre de ese año. Anteriormente, Story era el encargado de negocios de la embajada de EE. UU. en Venezuela hasta enero de 2019. James B. Story se quedaría en la sede de Bogotá (Colombia) hasta mayo de 2023.

### Conversaciones durante la administración de Joe Biden
2021
En enero de 2021 el juez Leonard P. Stark, titular de la Corte de Distrito del estado de Delaware, en relación con la demanda de la empresa ruso-canadiense Crystallex contra la República de Venezuela sentenció la venta de las acciones de CITGO para pagar los 1,400 millones de dólares de la expropiación, sin embargo la OFAC bloquea la ejecución de la orden al no conceder los permisos correspondientes. Ese mes el Secretario de Estado norteamericano Antony Blinken nombrado por Joe Biden informó que seguirá reconociendo a Juan Guaidó como presidente interino y apoyando a la Asamblea Nacional de 2015 como la única institución democrática legítima En marzo de 2021 Estados Unidos otorga a los migrantes venezolanos el "estatus de protección temporal" (TPS) por sus siglas en inglés será de 18 meses, la medida benefia a unos 320 mil venezolanos residenciados en Estados Unidos que deberán solicitar sus trámites dentro del periodo inicial de registro de 180 días, la medida de protección se debe a la crisis económica del país y será hasta septiembre de 2022 aunque puede ser prórrogada, según lo anunció Alejandro Mayorkas el Secretario de Seguridad Nacional
2022
El 17 de junio de 2022 el Gobierno de Estados Unidos. retira las sanciones a Carlos Malpica Flores el sobrino de Cilia Flores destinado a alentar la reanudación de las negociaciones entre la oposición y el régimen de Maduro. El 1 de octubre de 2022, el presidente estadounidense Joe Biden liberó a los dos "narcosobrinos" sentenciados en un canje de prisioneros realizado con Nicolás Maduro a cambio de siete estadounidenses; dos norteamericanos (detenidos en una operación militar desactivada por autoridades venezolanas) y a los cinco exgerentes de Citgo que aún estaban detenidos.
Francisco Palmieri siendo embajador de Colombia desde 2022, en mayo de 2023 es nombrado en paralelo como el nuevo jefe de misión diplomática que dirigirá la Embajada de Venezuela, sustituira a James B. Story, quien dejó el cargo oficialmente el 19 de mayo. Palmieri seguirá desempeñando también la función de Encargado de Negocios de la Embajada de Estados Unidos en Bogotá. Palmieri dirigirá la misión diplomática venezolana desde la Embajada de Estados Unidos en Colombia.
2023
El 29 de junio de 2023 se inicia conversación reservadas entre emisarios de Maduro y Biden en Doha capital de Catar en una sesión privada tras la realización del Mundial de Futbol. Jorge Rodríguez Gómez representando a Nicolás Maduro y Juan Sebastián González, asesor de Biden, se encontraron en el país árabe. Se supo meses después que se buscaba la liberación de Alex Saab y ciudadanos detenidos en Venezuela.
El 1 de septiembre Estados Unidos incauta el avión personal de Nicolás Maduro en República Dominicana que se encontraba en el aeropuerto La Isabela. El Departamento de Justicia confiscó el avión  Dassault Falcon 900EX, con el código de cola T7-ESPRT, de fabricación francesa, que alegamos fue comprado ilegalmente por 13 millones de dólares a finales de 2022 a través de una empresa fantasma registrada en San Marino, en el Caribe y sacado de contrabando de Estados Unidos para que lo utilizara Nicolás Maduro. El avión tenía orden de inamovilidad por tribunales desde el 22 de mayo estaba inscrito a nombre de Alexander Granko de la DGCIM.
El 17 de octubre de 2023 Estados Unidos participó en el acuerdo de Barbados firmado entre el gobierno de Venezuela y la Plataforma Unitaria. El 18 de octubre de 2023 el Departamento del Tesoro de los Estados Unidos como adelanto del Acuerdo de Barbados emite cuatro licencias generales temporales en las que alivia durante seis meses hasta el 18 de abril de 2024 a un grupo de sanciones contra la industria de hidrocarburos, gas natural y aurífera del país, así como removiendo las prohibiciones contra la comercialización secundaria. El ente advirtió que la decisión sería revocada si el Gobierno venezolano no honra sus compromisos en el acuerdo del día anterior.El Secretario de Estado de ese país, Antony Blinken, luego aclaró que se espera la definición de un cronograma electoral, la habilitación de todos los candidatos a la presidencia, y la libertad de los prisioneros políticos para finales de noviembre. La licencia se renovará solo si Venezuela cumple sus compromisos en virtud de la hoja de ruta electoral, así como otros compromisos con respecto a las personas injustamente detenidas, según el comunicado de la Oficina de Control de Activos Extranjeros del Departamento del Tesoro, u OFAC.
El Departamento del Tesoro de los Estados Unidos también emitió una segunda licencia general que autoriza transacciones con Minerven (la empresa minera de oro estatal venezolana) que, según nuestra evaluación, tendría el efecto de reducir el comercio de oro en el mercado negro. El Departamento del Tesoro de los Estados Unidos modificó las licencias pertinentes para eliminar la prohibición de negociación secundaria de ciertos bonos soberanos venezolanos y deuda y capital de PDVSA. La prohibición de negociar en el mercado primario de bonos venezolanos sigue vigente.
Las conversaciones secretas iniciadas en Doha en junio entre los representantes de Joe Biden y Nicolás Maduro llegan a un término el 20 de diciembre con el canje de Alex Saab detenido en Estados Unidos y diez estadounidenses detenidos en Venezuela, Juan Sebastián González representante de Biden respondió: «El acuerdo es que no más americanos serán detenidos en Venezuela». De tal forma fueron liberados los estadounidenses y otros 19 presos políticos venezolanos. Esta operación de canje resultó sorpresiva para muchos políticos estadounidenses y opositores venezolanos como la reacción del senador Marco Rubio, María Elvira Salazar, Mario Díaz-Balart, Rick Scott, calificando como un grave error de la administración de Biden, o como una "vergüenza" que este enfoque mina la política exterior de EE. UU. Otros representantes venezolanos como Ernesto Ackerman, presidente de Independent Venezuelan-American Citizens, el teniente de la FANB José Antonio Colina. El activista opositor ruso Garry Kasparov, quien consideró que la excarcelación de Saab es una traición a los muchos países que cooperaron con la captura del empresario colombiano.
En octubre de 2023 después de la relajación de las sanciones Venezuela ocupa el décimo lugar como proveedor de petróleo en EE UU que ha importado un total de 7.019.000 bpd en 2023, de los cuales Canadá, aporta unos 4.033.000 bpd; México, otro país fronterizo con Estados Unidos, exportó 727.000 bpd (10%) en agosto, mientras Venezuela está contribuyendo con más de un 2% al exportar 145.000 bpd. 
El 6 de noviembre de 2023 el gobierno de EE UU anuncia que destinará US$174 millones de dólares a ayuda humanitaria de migrantes venezolanos, a través de la Agencia de los Estados Unidos para el Desarrollo Internacional (USAID) en los distintos países donde se encuentran.
2024
El 22 de enero de 2024 el Tribunal en Delaware EE UU acepta reclamaciones por 20.800 millones de dólares contra Venezuela de 17 acreedores vinculados a deuda venezolana desde 2007, luego de que se venciera la licencia de protección a Citgo el 18 de enero otorgada el 18 de octubre de 2023.
El 29 de enero de 2024 la OFAC revirtió el alivio de sanciones que le había concedido en el pasado octubre a la Compañía General de Minería de Venezuela (Minerven). Al día siguiente Estados Unidos revoca el alivio de sanciones a la industria del oro venezolano, y advierte que no renovará las concesiones al sector del petróleo y del gas natural tras «las acciones de Nicolás Maduro y sus representantes en Venezuela, incluido el arresto a miembros de la oposición democrática y la prohibición de que candidatos compitan en las elecciones presidenciales de 2024, actos del gobierno que son inconsistentes con los acuerdos firmados en Barbados en octubre pasado».
El 4 de febrero de 2024 Estados Unidos anunció que quiere que Gustavo Petro sea el mediador entre su homólogo, Nicolás Maduro, y la coordinadora de la organización política Vente Venezuela, María Corina Machado, funcionarios de EEUU detallaron que no quieren imponer más sanciones a Venezuela. Se reunieron en la embajada de Colombia en Washington el subsecretario del Departamento de Estado para el Hemisferio Occidental, Brian A. Nichols, y el asesor de la Casa Blanca para Latinoamérica, Juan Sebastián González, visitaron al embajador Luis Gilberto Murillo. El 12 de febrero en Argentina es confiscado y llevado a Estados Unidos el avión Boeing 747-300 venezolano de Emtrasur de 39 años de antigüedad retenido en Argentina en junio de 2022. El gobierno venezolano protesta y suspende la repatrición de personas deportadas. El 25 de febrero EE UU detiene el proceso de deportaciones al no poder verificar la ciudadanía de los migrantes venezolanos en el consulado de Venezuela, que están en cola para verificación, los funcionarios venezolanos dijeron que carecen de personal para ejecutar dicha labor.
Los problemas del próximo embargo de Citgo por deudas del estado venezolano continua su curso  donde la oferta más alta recibida en la subasta de acciones en enero pasado de Citgo Petroleum, fue de 7.300 millones de dólares, sin embargo los acreedores que han acudido en masa a Delaware para presentar reclamos por un total de 21.300 millones de dólares frente al juez Leonard Stark que ve el caso. El abogado que representa a Citgo calificó la primera ronda de licitación como "decepcionante". Se espera que el tribunal fije pronto una segunda ronda. El 21 de marzo la Cámara de Representantes de Estados Unidos aprueba reimposicion de sanciones hacia Venezuela, “Estados Unidos no renovará la licencia que brinda alivio al sector petrolero y del gas cuando expire el 18 de abril de 2024”, informó el portavoz del Departamento de Estado, Matthew Miller, en un comunicado. El 26 de marzo Estados Unidos hizo un llamado de atención para que se respete el derecho de todos los candidatos a postularse a las elecciones y expresó su preocupación al igual que la Unión Europea. El canciller venezolano, Yván Gil, emitió un comunicado con el que rechaza el pronunciamiento del Departamento de Estado de EE. UU., contra las postulaciones para las elecciones del 28 de julio.  El CNE también rechazó comunicado de Estados Unidos, aunque por la presión internacional el CNE tuvo que ampliar por doce horas solo para que la Plataforma Unitaria inscribiera su candidato.
En abril de 2024 EE UU reveló la presentación en su informe anual del Departamento de Estado, sobre la situación de los derechos humanos en Venezuela. El informe registra 432 muertes solo hasta agosto del año pasado, involucrando a las fuerzas de seguridad, donde la Policía Nacional Bolivariana (PNB) lidera el número de casos. Tras determinar que el gobierno venezolano no había cumplido en su totalidad con lo estipulado en el Acuerdo de Barbados, la Oficina de Control de Activos Extranjeros de Estados Unidos emite la licencia 44A el 17 de abril, sustituyendo la 44, en la que revierte el alivio a las sanciones contra las industrias del petróleo y del gas.
En mayo de 2024 Estados Unidos entregó licencias individuales a cuatro petroleras, la francesa Maurel & Prom (M&P), la española Repsol, la estadounidense Global Oil Terminals y la británica British Petroleum. También la OFAC otorgó la licencia general 8N a cuatro empresas para el mantenimiento de operaciones esenciales que involucren a Pdvsa a: Halliburton, Schlumberger Limited, Baker Hughes Holdings LLC. y Weatherford International, que estará vigente hasta el 15 de noviembre de 2024.
El 15 de diciembre el presidente electo Donald Trump nombra a Richard Allen Grenell como enviado especial para Venezuela considerado como país conflictivo, quien pasó ocho años en el Consejo de Seguridad de Naciones Unidas.
El 10 de enero la Oficina de Control de Activos Extranjeros del Departamento del Tesoro de Estados Unidos anunció un aumento de las recompensas de  Nicolás Maduro, de US$15 a US$25 millones, también ofreció una recompensa de US$25 millones por el número dos del gobierno venezolano, Diosdado Cabello, y de US$15 millones por información que conduzca al arresto del ministro de Defensa, Vladimir Padrino López, quienes  enfrentan cargos por narcotráfico ante la justicia estadounidense, de acuerdo  a una investigación de la fiscalía del Distrito Sur de Nueva York, donde además se le vincula a Nicolás Maduro con la muerte de 20 soldados bolivarianos en la frontera con Apure.

### Conversaciones durante la administración de Donald Trump
2025
El 21 de enero el gobierno de Estados Unidos planteó la suspensión de compra de petróleo a Venezuela. Trump reafirmó su postura de tomar medidas más fuertes contra el gobierno de Maduro y aseguró que "Venezuela fue un gran país hace 20 años y ahora es un desastre". Chevron Corporation mantiene una producción de 200 mil barriles diarios que representa el 23% de la producción nacional, anuncia que no invertira más capital en Venezuela.
El 22 de enero el gobierno de Estados Unidos declara la banda del tren de Aragua como una organización terrorista con la rúbrica del presidente Trump a una orden ejecutiva.
El 29 de enero Donald Trump revoca la extensión del Estatus de Protección Temporal (TPS) otorgado el 10 enero pasado por Joe Biden por 18 meses a unos 350 mil venezolanos como una medida tipo político, fue confirmado por la secretaria de Seguridad Nacional, Kristi Noem.
El 30 de enero el gobierno de Donald Trump envia al enviado especial Richard Grenell, para tratar dos puntos precisos, recibir los vuelos con los venezolanos deportados pertenecientes al tren de Aragua y la liberación inmediata de los estadounidenses secuestrados, esto no es una negociación y tampoco el desconocimiento de Edmundo González como el ganador de las elecciones. Mauricio Claver-Carone, subrayó que la misión de Grenell en Venezuela es «muy específica», tras la que «Estados Unidos y el presidente Trump esperan que Nicolás Maduro reciba de vuelta a todos los criminales y miembros de pandillas venezolanos» y que lo haga «sin condiciones».
El 6 de febrero Estados Unidos incautó un segundo avión modelo Dassault Falcon 2000 de matrícula YV-3360 con bandera venezolana en Santo Domingo, República Dominicana. «La incautación de este avión venezolano, utilizado para evadir las sanciones estadounidenses y el control de lavado de dinero, es un poderoso ejemplo de nuestra determinación de responsabilizar al ilegítimo régimen de Maduro por sus acciones ilegales», dijo Marco Rubio.(el 1 de septiembre de 2024 fue confiscado un Falcon 900EX) Un análisis cronológico de vuelos determinó la participación de 127 funcionarios de Venezuela, grupos familiares y amigos de Nicolás Maduro, la Grabadora de vuelo ha permitido detallar 91 vuelos del jet entre el 5 de octubre de 2017 y el 8 de agosto de 2020.
El 7 de marzo Donald Trump criticó a Maduro por no acelerar las deportaciones de indocumentados en EE. UU. tan rápido como esperaba luego que la OFAC formaliza la cancelación de la licencia a Chevron para operar en Venezuela. El 8 de marzo Nicolás Maduro decide suspender vuelos programados con deportados venezolanos de EEUU motivado a la suspensión de la licencia N.º41 a Chevron Corporation. Luego que en febrero, 366 venezolanos fueron repatriados desde Estados Unidos en tres vuelos. Dijo que algunas operaciones como falta de gasolina afectaba esos traslados, posteriormente confirmó que se volverían a reponer en marcha el programa pero finalmente esto no ocurrió, según Caracas, debido a mal clima. Maduro afirmó que la decisión del Gobierno estadounidense de eliminar la Licencia General 41, emitida por el expresidente Joe Biden en noviembre de 2022, "ha dañado" las comunicaciones y los vuelos de deportación de venezolanos, que había acordado el régimen con EEUU.
El 24 de marzo Donald Trump anunció que sancionará con aranceles de importación del 25% a quienes compren petróleo venezolano y sus deribados a partir el 1 de abril. Trump acusó a Caracas de enviar criminales a Estados Unidos. "Entre las bandas que envían a Estados Unidos está el Tren de Aragua, que ha sido designado recientemente como una organización terrorista". El Departamento del Tesoro extienden la licencia N.º 41B donde fijaba la finalización de operaciones de Chevron Corporation el 3 de abril como fecha tope para la liquidación. Ahora será hasta el 27 de mayo de 2025.
El 31 de marzo la OFAC anula la licencia N.º 44A que permitía operar a empresas petroleras europeas en Venezuela.
El 2 de abril el presidente Donald Trump reveló que su país impondrá aranceles del 15% a las importaciones de Venezuela. El vicepresidente de  Fedecámaras Felipe Capozzolo  expresó que las exportaciones venezolanas sobre los bienes no petroleros hacia EE UU alcanzaron aproximadamente 220 millones de dólares, lo que significa una disminución de alrededor de 50 millones en comparación con el año anterior. Gustavo González Velutini presidente de la "Asociación venezolana de Exportadores" destacó que EEUU recibe el 14% de bienes exportados por Venezuela que pueden ser afectados, entre ellos se encuentra Cangrejos, pescado fresco congelado y metanol.
El 6 de mayo los cuatro dirigentes de Vente Venezuela asilados en la embajada de Argentina en Caracas que aún quedaban en el recinto logran escapar y salen del país rumbo a Estados Unidos. El hecho se reportó como una «operación de rescate» tanto por Marco Rubio, Secretario de Estado de los Estados Unidos y funcionarios de la CIA. El 10 de mayo Estados Unidos, la Casa Blanca advirtió a Venezuela que si no libera a 11 presos políticos (secuestrados nueve estadounidenses, un argentino y un israelita), Estados Unidos actuará con la velocidad y el rigor que ya aplicó en la Operación Guacamaya. Sabiendo que Venezuela tiene una dependencia absoluta con la cadena de suministros a nivel global, Estados Unidos sabe cual es la debilidad estructural de la economía venezolana. No fue renovada la licencia General N.º 8 por la OFAC,  que permitía a cuatro empresas, transacciones necesarias para el mantenimiento de operaciones esenciales a empresas petroleras que trabajan con Pdvsa.
El 28 de mayo Chevron cesó sus operaciones en Venezuela luego que se venciera la licencia N.º41 otorgada por la OFAC. Las acciones de Chevron cayeron 1,3% durante la jornada bursátil en Nueva York.
El 17 de julio se informa de un intercambio de presos, el presidente de El Salvador Nayib Bukele envía dos aviones a Caracas con 252 inmigrantes detenidos en el CECOT, tras ser señalados de pertenecer a la banda delictiva Tren de Aragua un tercer avión llega de Houston con 244 deportados más otros siete niños que fueron separados de sus padres durante procesos de deportación desde Estados Unidos. Mientras en Venezuela son liberados 10 ciudadanos norteamericanos y 28 Presos políticos, con el compromiso de liberar un total de 80 detenidos políticos. Las conversaciones iniciaron en mayo, Sin embargo, el acuerdo nunca se materializó debido a un conflicto interno dentro del Gobierno de Trump. Se vino abajo después de que Richard Grenell, enviado especial del presidente Trump para Venezuela, iniciara una negociación paralela ofreciendo permitir que Chevron continuara sus operaciones petroleras. Grenell no coordinó con Rubio ni con el Departamento de Estado, tampoco tenía el visto bueno explícito de Trump. Las dos iniciativas acabaron generando confusión entre los funcionarios venezolanos. La Administración republicana, dijo en un comunicado Karoline Leavitt, secretaria de prensa de la Casa Blanca. “El presidente tiene un solo equipo y todo el mundo sabe que él es quien toma las decisiones en última instancia” refiriéndose a Marco Rubio.